# Wellington Management Company
Wellington Management Company est une multinationale américaine spécialisée en gestion de fonds d'investissement et en gestion d'actifs.

## Historique
L'origine de cette société remonte à la création du Wellington Fund, l'un des tout premiers fonds mutuels américains, créé en 1928 et toujours actif. Son initiateur, Walter L. Morgan (1898-1998), leva quelque 100 000 dollars grâce à des proches et des investisseurs privés de l’État de Pennsylvanie. La société qu'il mit sur pied pour gérer ce fonds s'appelait Industrial and Power Securities Company, qui fut rebaptisée en 1933 Wellington Management Company en hommage au duc de Wellington. En 1951, Morgan recruta John C. Bogle qui devint président du groupe. En 1974, celui-ci créa à son tour une société d'investissement, The Vanguard Group.

## Bureaux
- États-Unis : Boston, Marlborough, San Francisco, Atlanta, Chicago, Radnor
- International : Beijing, Francfort, Hong Kong, Londres, Singapour, Sydney, Tokyo